# Tigrioides aureolata
Tigrioides aureolata är en fjärilsart som beskrevs av Daniel 1954. Tigrioides aureolata ingår i släktet Tigrioides och familjen björnspinnare. Inga underarter finns listade i Catalogue of Life.